# Prefeitura Municipal de São José dos Pinhais 2020-2021
Questa voce raccoglie le informazioni riguardanti il Prefeitura Municipal de São José dos Pinhais nella stagione 2020-2021.

## Stagione
Il Prefeitura Municipal de São José dos Pinhais disputa la stagione 2020-21 col nome sponsorizzato São José dos Pinhais/AIEL.
Partecipa per la prima volta nella sua storia alla Superliga Série A, classificanfosi all'undicesimo e penultimo posto al termine della regular season, non potendo così evitare la retrocessione. 

## Organigramma societario
Area direttiva
- Presidente: Alessandro Hendler

Area tecnica
- Allenatore: Durval Nunes
- Secondo allenatore: Alex Paiva

## Rosa
| N° | Nome                  | Ruolo | Data di nascita  | Nazionalità sportiva |
| -- | --------------------- | ----- | ---------------- | -------------------- |
| 1  | Jéssica Drapalski     | C     | 1º agosto 1994   | Brasile              |
| 2  | Beatriz Flávio        | O     | 18 dicembre 1998 | Brasile              |
| 3  | Thaynã de Moraes      | P     | 15 febbraio 1993 | Brasile              |
| 5  | Natália Danielski     | S     | 5 dicembre 1999  | Brasile              |
| 6  | Larissa Gongra        | C     | 7 luglio 1991    | Brasile              |
| 7  | Istefani Silva        | P     | 24 marzo 2003    | Brasile              |
| 8  | Leticia Bonardi       | O     | 17 maggio 1995   | Brasile              |
| 9  | Gabriela Fabiano      | C     | 21 aprile 1994   | Brasile              |
| 10 | Talia Costa           | S     | 10 luglio 1997   | Brasile              |
| 11 | Cibele Carbornar      | P     | 23 marzo 1994    | Brasile              |
| 12 | Rayani Pichorim       | L     | 30 agosto 1994   | Brasile              |
| 13 | Júlia Moreira         | L     | 10 gennaio 1999  | Brasile              |
| 14 | Letícia Scherer       | S     | 30 aprile 1999   | Brasile              |
| 15 | María Alejandra Marín | P     | 4 novembre 1995  | Colombia             |
| 18 | Daniele de Oliveira   | C     | 4 novembre 1986  | Brasile              |
| 20 | Carla Santos          | S     | 17 gennaio 1992  | Brasile              |

## Statistiche

### Statistiche di squadra
| Competizione      | Punti | In casa | In casa | In casa | In trasferta | In trasferta | In trasferta | Totale | Totale | Totale |
| Competizione      | Punti | G       | V       | P       | G            | V            | P            | G      | V      | P      |
| ----------------- | ----- | ------- | ------- | ------- | ------------ | ------------ | ------------ | ------ | ------ | ------ |
| Superliga Série A | 13    | 11      | 1       | 10      | 11           | 3            | 8            | 22     | 4      | 18     |
| Totale            | -     | 11      | 1       | 10      | 11           | 3            | 8            | 22     | 4      | 18     |

### Statistiche dei giocatori
| Giocatrice     | Superliga Série A | Superliga Série A | Superliga Série A | Superliga Série A | Superliga Série A |
| Giocatrice     | P                 | PT                | AV                | MV                | BV                |
| -------------- | ----------------- | ----------------- | ----------------- | ----------------- | ----------------- |
| L. Bonardi     | 18                | 96                | 86                | 5                 | 5                 |
| C. Carbornar   | 1                 | 0                 | 0                 | 0                 | 0                 |
| T. Costa       | 17                | 181               | 156               | 14                | 11                |
| N. Danielski   | 21                | 40                | 31                | 6                 | 3                 |
| T. de Moraes   | 18                | 20                | 8                 | 5                 | 7                 |
| D. de Oliveira | 19                | 100               | 61                | 27                | 12                |
| J. Drapalski   | 5                 | 1                 | 1                 | 0                 | 0                 |
| G. Fabiano     | 16                | 46                | 22                | 21                | 3                 |
| B. Flávio      | 20                | 108               | 98                | 4                 | 6                 |
| L. Gongra      | 22                | 217               | 156               | 40                | 21                |
| M.A. Marín     | 9                 | 5                 | 2                 | 1                 | 2                 |
| J. Moreira     | 20                | 1                 | 1                 | 0                 | 0                 |
| R. Pichorim    | 12                | 0                 | 0                 | 0                 | 0                 |
| C. Santos      | 22                | 260               | 231               | 9                 | 20                |
| L. Scherer     | 17                | 10                | 9                 | 0                 | 1                 |
| I. Silva       | 9                 | 3                 | 3                 | 0                 | 0                 |

P = presenze; PT = punti totali; AV = attacchi vincenti; MV = muri vincenti; BV = battute vincenti